# Гексагидроксоплатинат(IV) водорода
Гексагидроксоплатинат(IV) водорода — неорганическое соединение, 
комплексное соединение металла платины с формулой H2[Pt(OH)6], 
жёлтые кристаллы, 
не растворяется в воде.

## Получение
- Реакция основания Александера и перекиси водорода:

{\displaystyle {\mathsf {[Pt(NH_{2}OH)_{4}](OH)_{2}+3H_{2}O_{2}\ {\xrightarrow {100^{o}C}}\ H_{2}[Pt(OH)_{6}]\downarrow +2N_{2}\uparrow +6H_{2}O}}}

## Физические свойства
Гексагидроксоплатинат(IV) водорода образует жёлтые кристаллы,
плохо растворяется в воде.